# Grammy al millor àlbum de comèdia
El premi Grammy al millor àlbum de comèdia és un guardó presentat en els Premis Grammy, una cerimònia que va ser establida en el 1958 i en el seus orígens s'anomenava Premis Gramòfon per als comediants que han realitzat gravacions de nova creació en, almenys, el 51% del temps d'aquestes.
Aquesta categoria està destinada a gravacions de paraula parlada o de comèdia musical, però sobretot, està centrada a noves comèdia, ja siguin en directe o en estudi de gravació, però en qualsevol cas han de enregistrades.
L'àlbum no pot ser premiat com a narracions de llibres, encara que el llibre es pugui considerar d'humor, ni tampoc gravacions que hagin estat prèviament difoses per programes de ràdio o televisió.
El premi es va iniciar en la 2a edició amb el nom de Grammy a la millor interpretació còmica fins a la 10a edició. Des de la 11a edició i fins a la 34a edició el premi s'anomenava Grammy a la millor gravació còmica'. En la 35a edició el premi es va anomenar com actualment, tot i que un any després, en la 36a edició, el guardó va desaparèixer i es va integrar dintre del Grammy al millor àlbum parlat. Finalment, en la 47a edició es va remprendre el guardó, fins a dia d'avui, amb el nom i format actuals.

## Guardonats

### Dècada del 2020
| Edició | Imatge | Guanyador(s)/ Guanyadora(es) | Obra              | Nominat(s)/ Nominada(es)                                                                                              | Ref   |
| ------ | ------ | ---------------------------- | ----------------- | --- | ----- |
| 62a    |        | Dave Chappelle               | Sticks and Stones | - Quality Time – Jim Gaffigan - Relatable – Ellen DeGeneres - Right Now – Aziz Ansari - Son of Patricia – Trevor Noah | [ 2 ] |